# Demokraten für ein starkes Bulgarien

Ehemaliges Logo der Partei

Die Demokraten für ein starkes Bulgarien (bulg: Демократи за силна България, kurz ДСБ, bzw. Demokrati sa Silna Balgarija, kurz DSB) sind eine bulgarische christdemokratische und konservative Partei und seit 2006 Mitglied der Europäischen Volkspartei. Die DSB ist ferner Mitglied in der Internationalen Demokratischen Union und der Christlich Demokratischen Internationale. Die Parteifarbe ist dunkelblau.
Die Partei ging 2004 aus der Partei Union der Demokratischen Kräfte hervor und versteht sich als Nachfolgerin der demokratischen Bewegungen, die nach der Befreiung Bulgariens von der osmanisch-türkischen Herrschaft 1878 und nach dem Zusammenbruch des Kommunismus 1989 entstanden sind. Ihr Vorsitzender ist der ehemalige Ministerpräsident Iwan Kostow. Der Leitspruch der Partei lautet „Für ein starkes Bulgarien im vereinten Europa“ (bulg.: За силна България в Обединена Европа).
Bei den Parlamentswahlen 2007 erreichte sie 6,5 Prozent und 17 Abgeordnetenmandate. Die Partei wurde im Parlament die sechststärkste Kraft.
Zur Europawahl in Bulgarien 2009 und zu den bulgarischen Nationalwahlen am 5. Juli 2009 trat DSB als Teil der Blauen Koalition an. Bei der Europawahl gewann die Koalition ein Mandat. Bei den Parlamentswahlen errang sie 6,76 Prozent der Wählerstimmen und stellt seither 15 Abgeordnete im bulgarischen Parlament.
Nach der verlorenen Parlamentswahl in Bulgarien 2013, in der die DSB den Einzug ins Parlament verfehlte, gab Kostow seinen Rücktritt als Parteivorsitzender bekannt. Am 23. Juni 2013 wurde Radan Kanew auf Kostows Vorschlag zum neuen Vorsitzender der DSB gewählt.
Im Dezember 2013 begründete die Partei das Wahlbündnis Reformblock mit. Ende 2016 verließ die Partei den Reformblock.
2018 wurde die Partei Mitglied des Wahlbündnisses Demokratisches Bulgarien.
Ein Mitglied des Europäischen Parlaments (Radan Kanew) vertritt die DSB.

## Wahlergebnisse
- Siehe auch: Wahlen in Bulgarien

| Jahr | Wahl                         | Stimmenanteil | Sitze               |
| ---- | ---------------------------- | ------------- | ------------------- |
| 2005 | Parlamentswahl 2005          | 6,44 %        | 17/240              |
| 2007 | Europawahl 2007              | 4,35 %        | 0/18                |
| 2009 | Europawahl 2009              | 7,95 %        | 1/18 1 von 2/18     |
| 2009 | Parlamentswahl 2009          | 6,76 %        | 15/240 1            |
| 2013 | Parlamentswahl 2013          | 2,93 %        | 0/240               |
| 2014 | Europawahl 2014              | 6,45 %        | 1/17 2              |
| 2014 | Parlamentswahl 2014          | 8,89 %        | 23/240 2            |
| 2017 | Parlamentswahl 2017          | 2,48 %        | 0/240 3             |
| 2019 | Europawahl 2019              | 6,06 %        | 1/17 4              |
| 2021 | Parlamentswahl April 2021    | 9,29 %        | 10/240 4 von 27/240 |
| 2021 | Parlamentswahl Juli 2021     | 12,48 %       | 11/240 4 von 34/240 |
| 2021 | Parlamentswahl November 2021 | 6,37 %        | 4/240 4 von 16/240  |
| 2022 | Parlamentswahl November 2022 | 7,45 %        | 8/240 4 von 20/240  |
| 2023 | Parlamentswahl November 2023 | 24,56 %       | 10/240 5 von 64/240 |
| 2024 | Europawahl 2024              | 14,45 %       | 1/17 5 von 3/17     |
| 2024 | Parlamentswahl Juni 2024     | 14,33 %       | 8/240 5 von 39/240  |

### Präsidentschaftswahlen
| Jahr | Wahl                      | Kandidat            | Erste Runde | Erste Runde | Erste Runde | Zweite Runde | Zweite Runde | Zweite Runde |
| Jahr | Wahl                      | Kandidat            | Stimmen     | %           | Rang        | Stimmen      | %            | Rang         |
| ---- | ------------------------- | ------------------- | ----------- | ----------- | ----------- | ------------ | ------------ | ------------ |
| 2016 | Präsidentschaftswahl 2016 | Trajtscho Trajkow 1 | 224.734     | 5,87 %      | 6.          | —            | —            | —            |

## Vorsitzende
- Iwan Kostow (2004–2013)
- Radan Kanew (2013–2017)[2]
- Atanas Atanassow (2017–)